# إبراهيم حسين (عداء كيني)
إبراهيم حسين (بالإنجليزية: Ibrahim Hussein) هو منافس ألعاب قوى كيني، ولد في 3 يونيو 1958 في Kapsabet ‏ في كينيا.

## وصلات خارجية
- إبراهيم حسين على موقع الاتحاد الدولي لألعاب القوى (الإنجليزية)
- إبراهيم حسين على موقع أوليمبيديا (الإنجليزية)